# City (manga)
City (estilizado como CITY) es una serie de manga japonesa escrita e ilustrada por Keiichi Arawi. Se publicó por entregas desde septiembre de 2016 hasta febrero de 2021 en la revista de manga seinen Morning de Kōdansha. Se publicó en 13 volúmenes tankōbon. Una adaptación televisiva de anime, titulada City the Animation y producida por Kyoto Animation, se estrenó en julio de 2025.

## Sinopsis
La historia sigue al Trío Mont Blanc, formado por los estudiantes de segundo año Midori Nagumo y Wako Izumi y el estudiante de primer año Ayumu Niikura, mientras navegan por sus vidas con la población de la ciudad llamada CITY.

## Personajes

### Mont Blanc Trio
Midori Nagumo (南雲 美鳥 Nagumo Midori?)
 Seiyū: Mikako Komatsu, Inés Ruggiero (español latino), Iris Darriba (español castellano)
Una estudiante universitaria de 20 años que cursa su segundo año en la Universidad Mont Blanc. Trabaja como camarera en el Makabe's Western Bistro.
Ayumu Niikura (新倉 (にーくら) Niikura?)
 Seiyū: Aki Toyosaki, Kámala Videla (español latino), Tamara Pérez (español castellano)
Un estudiante universitario de primer año de 18 años en la misma universidad que Nagumo y Wako, que sueña con convertirse en fotógrafo.
Wako Izumi (泉 わこ Izumi Wako?)
 Seiyū: Yui Ishikawa, Arelys González (español latino), Beatriz García (español castellano)
Al igual que Nagumo, ella es una estudiante de segundo año en la misma universidad que Nagumo y Niikura. Sin embargo, tiene una personalidad tonta y le gusta acechar a Nagumo.

### La familia Makabe
Tsurubishi Makabe (真壁 鶴菱 Makabe Tsurubishi?)
 Seiyū: Yoshihisa Kawahara, Javier Gómez (español latino), Julio Lorenzo (español castellano)
Tatewaku Makabe (真壁 立涌 Makabe Tatewaku?)
 Seiyū: Miyu Irino, Alan García (español latino), Juanfran Cereijo (español castellano)
Matsuri Makabe (真壁 まつり Makabe Matsuri?)
 Seiyū: Ayaka Nanase, Wanda Liedert (español latino), Laura Nogueiras (español castellano)

### La familia Adatara
Dr. Adatara (安達太良博士 Adatara-hakase?)
 Seiyū: Takehito Koyasu, Ariel Abadi (español latino), Julio Lorenzo (español castellano)
Mr. Adatara (安達太良父 Adatara-chichi?)
 Seiyū: Takehito Koyasu
Mrs. Adatara (安達太良母 Adatara-haha?)
 Seiyū: Mayumi Asano
Tatsuta Adatara (安達太良 達太 Adatara Tatsuta?)
 Seiyū: Kenn
Kamome Adatara (安達太良 かもめ Adatara Kamome?)
 Seiyū: Coco Hayashi
Ryōta Adatara (安達太良 良太 Adatara Ryōta?)
 Seiyū: Satoshi Inomata
Umi Adatara (安達太良 うみ Adatara Umi?)
 Seiyū: Haruna Fukushima
Sora Adatara (安達太良 そら Adatara Sora?)
 Seiyū: Yuuki Temma

## Contenido de la obra

### Manga
City está escrita e ilustrada por Keiichi Arawi y comenzó a publicarse en la revista Morning de Kōdansha el 29 de septiembre de 2016. La serie concluyó el 4 de febrero de 2021. Kodansha publicó la serie en 13 volúmenes. Se realizó un concurso de autógrafos en línea para celebrar el lanzamiento del volumen final.
En la Anime Expo 2017, Vertical anunció que había licenciado la serie para su publicación en inglés.
| Volúmenes de manga publicados | Volúmenes de manga publicados | Volúmenes de manga publicados |
| Número                        | Fecha de lanzamiento          | ISBN                          |
| ----------------------------- | ----------------------------- | ----------------------------- |
| 1                             | 23 de marzo de 2017           | ISBN 978-4-06-388708-2        |
| 2                             | 21 de abril de 2017           | ISBN 978-4-06-388719-8        |
| 3                             | 22 de septiembre de 2017      | ISBN 978-4-06-510229-9        |
| 4                             | 23 de marzo de 2018           | ISBN 978-4-06-511157-4        |
| 5                             | 23 de julio de 2018           | ISBN 978-4-06-512026-2        |
| 6                             | 22 de noviembre de 2018       | ISBN 978-4-06-513610-2        |
| 7                             | 22 de marzo de 2019           | ISBN 978-4-06-514954-6        |

### Anime
Se anunció una adaptación televisiva de la serie de anime, titulada City the Animation, el 21 de septiembre de 2024. Será producido por Kyoto Animation como el primer anime no secuela del estudio en seis años y dirigido por Taichi Ishidate, con diseños de personajes y dirección de animación principal a cargo de Tamami Tokuyama, diseños de color de Kana Miyata, dirección de arte de Shiori Yamazaki, dirección 3D de Tatsunori Kase, dirección de sonido de Yōta Tsuruoka y música de Piranhans. La serie se estrenó el 7 de julio de 2025 en Tokyo MX y otras cadenas. El tema de apertura es "Hello", interpretado por Furui Riho, mientras que el tema de cierre es "Lucky", interpretado por TOMOO. Amazon Prime Video obtuvo la licencia mundial de la serie.
El 6 de julio de 2025, la serie tuvieron un doblaje tanto en español latino como en castellano, el cual fue estrenado por Prime Video.

## Recepción
En la Comic-Con de San Diego de 2019, Rob McMonigal eligió la serie como la mejor serie continua para adultos.
La serie ha sido elogiada por la mayoría de los críticos. Sean Gaffney de A Case Suitable for Treatment elogió la serie y dijo que "lo hizo sonreír". Ian Wolf de Anime UK News afirmó que le gustó la serie y afirmó que a los fanáticos del estilo de Arawi en Nichijō también les gustará esta serie. Ross Locksley de UK Anime Network sintió algo similar sobre el manga, lo calificó con un siete y dijo que la calificación es un nueve para los fanáticos de Nichijō y un cinco para cualquier otra persona. Sin embargo, Katherine Dacey de The Manga Critic fue más crítica y calificó los chistes de la serie como "humor de payasadas cansado" y los personajes "extremadamente desagradables".